# István Vad
István Vad, né le 30 mai 1979 à Budapest, est un arbitre de football hongrois.

## Carrière d'arbitre
István Vad commence sa carrière d'arbitre en 2004, en Championnat de Hongrie de football. Il est agréé arbitre international en 2007. Il est classé dans la catégorie 2 des arbitres de l'UEFA.
Vad fut sélectionné pour arbitrer des compétitions internationales de jeunes  comme l'Euro 2009 des moins de 19 ans et la finale du tournoi de football des Jeux olympiques de la jeunesse 2010. Il arbitre aussi des matchs de Ligue des Champions et de Ligue Europa.